# Filippo Vendemmiati
Filippo Vendemmiati (Ferrara, 9 febbraio 1958) è un giornalista, regista e sceneggiatore italiano.

## Biografia
Lavora per la RAI Emilia Romagna dal 1987 e dal 1995 vive a Bologna. La sua carriera di giornalista lo ha portato a trattare importanti eventi di cronaca: il 6 dicembre 1990 l'aereo militare precipitato sull'istituto "G. Salvemini" di Casalecchio di Reno, il 19 marzo 2002 l'omicidio del giuslavorista Marco Biagi. Come regista-autore, si è occupato della tragedia della lebbra in India con il reportage La grande sorella, per il quale ha lavorato con i colleghi Marino Cancellari e Donata Zanotti. Per questo lavoro viene insignito del "Premio Enzo Baldoni" nel 2006. 
Rimasto colpito profondamente dal caso Aldrovandi, avvenuto il 25 settembre 2005, sulla vicenda ha scritto un libro e girato un documentario intitolati È stato morto un ragazzo, con l'obiettivo di mettere in luce la verità. Il documentario, presentato alla 67ª edizione della Mostra del Cinema di Venezia, Giornate degli autori, ha vinto il "premio Vittorio De Seta" al Bif&st 2011. Il 6 maggio 2011 ha ricevuto il David di Donatello come miglior documentario nell'edizione del 2011. 
Nel 2012 ha realizzato Non mi avete convinto, biografia cinematografica dell'ex Presidente della Camera Pietro Ingrao, presentata alla 69ª Mostra d'Arte Cinematografica di Venezia Il film è uscito in DVDe ha venduto quasi 10 000 copie ed è stato presentato ai festival Cineindie di Padova, Bari BiFest,  premio Marcellino De Baggis Taranto, Biografilm Festival Bologna, Del Film il racconto Puglia. 
Nel 2014 ha firmato la regia di Meno male è Lunedì, documentario - commedia interamente girato nell'officina metalmeccanica del carcere della Dozza di Bologna. Il film viene presentato in anteprima mondiale alla 9ª edizione del Festival internazionale del film di Roma e poi in numerosi festival in Italia e all'estero. Vince il premio Touring al festival del documentario Marcellino De Baggis di Taranto.
Dal gennaio 2016 è direttore artistico di Cinevasioni, primo festival del cinema in carcere. La prima edizione, con il sostegno di Rai Cinema, si è tenuta nella casa circondariale della Dozza dal 9 al 14 maggio 2016.

## Filmografia

### Regista
- La grande sorella - documentario (2005)[2]
- Fai uno scatto (2006)
- Il trenino di Roth (2007)
- Carrapax, il leone dei mari (2009)
- È stato morto un ragazzo - documentario (2010)[3]
- Non mi avete convinto (2012)
- Meno male, è lunedì  - documentario (2014)
- Gli anni che cantano - documentario (2019)
- Let's Kiss - Franco Grillini. Storia di una rivoluzione gentile - documentario (2021)
- Una morte da mediano - podcast di sei puntate, a firma Tgr Emilia-Romagna Rai-Play, che racconta la partita per la verità e la giustizia in corso da 33 anni di Denis Bergamini, il calciatore del Cosenza morto il 18 novembre 1989 a Roseto Capo Spulico.

### Sceneggiatore
- È stato morto un ragazzo - documentario (2010)
- Meno male, è lunedì - documentario (2014)
- Let's Kiss - Franco Grillini. Storia di una rivoluzione gentile - documentario (2021)